# Шель, Иоган
Иоган Шель (Johan Scheel; 26 декабря 1889, Кристиания — 4 декабря 1958, там же) — норвежский шахматный композитор, представитель ортодоксальной чешской школы в задаче, международный арбитр по шахматной композиции (1956). С 1909 опубликовал 750 задач, преимущественно трёхходовки.

## Задачи
| \| \| a \| b \| c \| d \| e \| f \| g \| h \| \| \| - \| --------------------------------------------------------------------------------------------------------------------------------------------------------------------------------------------------------------------------------------------------------------------- \| --------------------------------------------------------------------------------------------------------------------------------------------------------------------------------------------------------------------------------------------------------------------- \| --------------------------------------------------------------------------------------------------------------------------------------------------------------------------------------------------------------------------------------------------------------------- \| --------------------------------------------------------------------------------------------------------------------------------------------------------------------------------------------------------------------------------------------------------------------- \| --------------------------------------------------------------------------------------------------------------------------------------------------------------------------------------------------------------------------------------------------------------------- \| --------------------------------------------------------------------------------------------------------------------------------------------------------------------------------------------------------------------------------------------------------------------- \| --------------------------------------------------------------------------------------------------------------------------------------------------------------------------------------------------------------------------------------------------------------------- \| --------------------------------------------------------------------------------------------------------------------------------------------------------------------------------------------------------------------------------------------------------------------- \| - \| \| 8 \| d8 чёрный конь · b7 чёрная пешка · f7 чёрная пешка · d6 белый король · f6 чёрная пешка · b5 чёрная пешка · e5 чёрная пешка · c4 чёрная пешка · e4 белый ферзь · f4 чёрная пешка · b2 чёрный король · c2 белый слон · d2 белая пешка · h2 белая ладья · e1 белая ладья \| d8 чёрный конь · b7 чёрная пешка · f7 чёрная пешка · d6 белый король · f6 чёрная пешка · b5 чёрная пешка · e5 чёрная пешка · c4 чёрная пешка · e4 белый ферзь · f4 чёрная пешка · b2 чёрный король · c2 белый слон · d2 белая пешка · h2 белая ладья · e1 белая ладья \| d8 чёрный конь · b7 чёрная пешка · f7 чёрная пешка · d6 белый король · f6 чёрная пешка · b5 чёрная пешка · e5 чёрная пешка · c4 чёрная пешка · e4 белый ферзь · f4 чёрная пешка · b2 чёрный король · c2 белый слон · d2 белая пешка · h2 белая ладья · e1 белая ладья \| d8 чёрный конь · b7 чёрная пешка · f7 чёрная пешка · d6 белый король · f6 чёрная пешка · b5 чёрная пешка · e5 чёрная пешка · c4 чёрная пешка · e4 белый ферзь · f4 чёрная пешка · b2 чёрный король · c2 белый слон · d2 белая пешка · h2 белая ладья · e1 белая ладья \| d8 чёрный конь · b7 чёрная пешка · f7 чёрная пешка · d6 белый король · f6 чёрная пешка · b5 чёрная пешка · e5 чёрная пешка · c4 чёрная пешка · e4 белый ферзь · f4 чёрная пешка · b2 чёрный король · c2 белый слон · d2 белая пешка · h2 белая ладья · e1 белая ладья \| d8 чёрный конь · b7 чёрная пешка · f7 чёрная пешка · d6 белый король · f6 чёрная пешка · b5 чёрная пешка · e5 чёрная пешка · c4 чёрная пешка · e4 белый ферзь · f4 чёрная пешка · b2 чёрный король · c2 белый слон · d2 белая пешка · h2 белая ладья · e1 белая ладья \| d8 чёрный конь · b7 чёрная пешка · f7 чёрная пешка · d6 белый король · f6 чёрная пешка · b5 чёрная пешка · e5 чёрная пешка · c4 чёрная пешка · e4 белый ферзь · f4 чёрная пешка · b2 чёрный король · c2 белый слон · d2 белая пешка · h2 белая ладья · e1 белая ладья \| d8 чёрный конь · b7 чёрная пешка · f7 чёрная пешка · d6 белый король · f6 чёрная пешка · b5 чёрная пешка · e5 чёрная пешка · c4 чёрная пешка · e4 белый ферзь · f4 чёрная пешка · b2 чёрный король · c2 белый слон · d2 белая пешка · h2 белая ладья · e1 белая ладья \| 8 \| \| 7 \| d8 чёрный конь · b7 чёрная пешка · f7 чёрная пешка · d6 белый король · f6 чёрная пешка · b5 чёрная пешка · e5 чёрная пешка · c4 чёрная пешка · e4 белый ферзь · f4 чёрная пешка · b2 чёрный король · c2 белый слон · d2 белая пешка · h2 белая ладья · e1 белая ладья \| d8 чёрный конь · b7 чёрная пешка · f7 чёрная пешка · d6 белый король · f6 чёрная пешка · b5 чёрная пешка · e5 чёрная пешка · c4 чёрная пешка · e4 белый ферзь · f4 чёрная пешка · b2 чёрный король · c2 белый слон · d2 белая пешка · h2 белая ладья · e1 белая ладья \| d8 чёрный конь · b7 чёрная пешка · f7 чёрная пешка · d6 белый король · f6 чёрная пешка · b5 чёрная пешка · e5 чёрная пешка · c4 чёрная пешка · e4 белый ферзь · f4 чёрная пешка · b2 чёрный король · c2 белый слон · d2 белая пешка · h2 белая ладья · e1 белая ладья \| d8 чёрный конь · b7 чёрная пешка · f7 чёрная пешка · d6 белый король · f6 чёрная пешка · b5 чёрная пешка · e5 чёрная пешка · c4 чёрная пешка · e4 белый ферзь · f4 чёрная пешка · b2 чёрный король · c2 белый слон · d2 белая пешка · h2 белая ладья · e1 белая ладья \| d8 чёрный конь · b7 чёрная пешка · f7 чёрная пешка · d6 белый король · f6 чёрная пешка · b5 чёрная пешка · e5 чёрная пешка · c4 чёрная пешка · e4 белый ферзь · f4 чёрная пешка · b2 чёрный король · c2 белый слон · d2 белая пешка · h2 белая ладья · e1 белая ладья \| d8 чёрный конь · b7 чёрная пешка · f7 чёрная пешка · d6 белый король · f6 чёрная пешка · b5 чёрная пешка · e5 чёрная пешка · c4 чёрная пешка · e4 белый ферзь · f4 чёрная пешка · b2 чёрный король · c2 белый слон · d2 белая пешка · h2 белая ладья · e1 белая ладья \| d8 чёрный конь · b7 чёрная пешка · f7 чёрная пешка · d6 белый король · f6 чёрная пешка · b5 чёрная пешка · e5 чёрная пешка · c4 чёрная пешка · e4 белый ферзь · f4 чёрная пешка · b2 чёрный король · c2 белый слон · d2 белая пешка · h2 белая ладья · e1 белая ладья \| d8 чёрный конь · b7 чёрная пешка · f7 чёрная пешка · d6 белый король · f6 чёрная пешка · b5 чёрная пешка · e5 чёрная пешка · c4 чёрная пешка · e4 белый ферзь · f4 чёрная пешка · b2 чёрный король · c2 белый слон · d2 белая пешка · h2 белая ладья · e1 белая ладья \| 7 \| \| 6 \| d8 чёрный конь · b7 чёрная пешка · f7 чёрная пешка · d6 белый король · f6 чёрная пешка · b5 чёрная пешка · e5 чёрная пешка · c4 чёрная пешка · e4 белый ферзь · f4 чёрная пешка · b2 чёрный король · c2 белый слон · d2 белая пешка · h2 белая ладья · e1 белая ладья \| d8 чёрный конь · b7 чёрная пешка · f7 чёрная пешка · d6 белый король · f6 чёрная пешка · b5 чёрная пешка · e5 чёрная пешка · c4 чёрная пешка · e4 белый ферзь · f4 чёрная пешка · b2 чёрный король · c2 белый слон · d2 белая пешка · h2 белая ладья · e1 белая ладья \| d8 чёрный конь · b7 чёрная пешка · f7 чёрная пешка · d6 белый король · f6 чёрная пешка · b5 чёрная пешка · e5 чёрная пешка · c4 чёрная пешка · e4 белый ферзь · f4 чёрная пешка · b2 чёрный король · c2 белый слон · d2 белая пешка · h2 белая ладья · e1 белая ладья \| d8 чёрный конь · b7 чёрная пешка · f7 чёрная пешка · d6 белый король · f6 чёрная пешка · b5 чёрная пешка · e5 чёрная пешка · c4 чёрная пешка · e4 белый ферзь · f4 чёрная пешка · b2 чёрный король · c2 белый слон · d2 белая пешка · h2 белая ладья · e1 белая ладья \| d8 чёрный конь · b7 чёрная пешка · f7 чёрная пешка · d6 белый король · f6 чёрная пешка · b5 чёрная пешка · e5 чёрная пешка · c4 чёрная пешка · e4 белый ферзь · f4 чёрная пешка · b2 чёрный король · c2 белый слон · d2 белая пешка · h2 белая ладья · e1 белая ладья \| d8 чёрный конь · b7 чёрная пешка · f7 чёрная пешка · d6 белый король · f6 чёрная пешка · b5 чёрная пешка · e5 чёрная пешка · c4 чёрная пешка · e4 белый ферзь · f4 чёрная пешка · b2 чёрный король · c2 белый слон · d2 белая пешка · h2 белая ладья · e1 белая ладья \| d8 чёрный конь · b7 чёрная пешка · f7 чёрная пешка · d6 белый король · f6 чёрная пешка · b5 чёрная пешка · e5 чёрная пешка · c4 чёрная пешка · e4 белый ферзь · f4 чёрная пешка · b2 чёрный король · c2 белый слон · d2 белая пешка · h2 белая ладья · e1 белая ладья \| d8 чёрный конь · b7 чёрная пешка · f7 чёрная пешка · d6 белый король · f6 чёрная пешка · b5 чёрная пешка · e5 чёрная пешка · c4 чёрная пешка · e4 белый ферзь · f4 чёрная пешка · b2 чёрный король · c2 белый слон · d2 белая пешка · h2 белая ладья · e1 белая ладья \| 6 \| \| 5 \| d8 чёрный конь · b7 чёрная пешка · f7 чёрная пешка · d6 белый король · f6 чёрная пешка · b5 чёрная пешка · e5 чёрная пешка · c4 чёрная пешка · e4 белый ферзь · f4 чёрная пешка · b2 чёрный король · c2 белый слон · d2 белая пешка · h2 белая ладья · e1 белая ладья \| d8 чёрный конь · b7 чёрная пешка · f7 чёрная пешка · d6 белый король · f6 чёрная пешка · b5 чёрная пешка · e5 чёрная пешка · c4 чёрная пешка · e4 белый ферзь · f4 чёрная пешка · b2 чёрный король · c2 белый слон · d2 белая пешка · h2 белая ладья · e1 белая ладья \| d8 чёрный конь · b7 чёрная пешка · f7 чёрная пешка · d6 белый король · f6 чёрная пешка · b5 чёрная пешка · e5 чёрная пешка · c4 чёрная пешка · e4 белый ферзь · f4 чёрная пешка · b2 чёрный король · c2 белый слон · d2 белая пешка · h2 белая ладья · e1 белая ладья \| d8 чёрный конь · b7 чёрная пешка · f7 чёрная пешка · d6 белый король · f6 чёрная пешка · b5 чёрная пешка · e5 чёрная пешка · c4 чёрная пешка · e4 белый ферзь · f4 чёрная пешка · b2 чёрный король · c2 белый слон · d2 белая пешка · h2 белая ладья · e1 белая ладья \| d8 чёрный конь · b7 чёрная пешка · f7 чёрная пешка · d6 белый король · f6 чёрная пешка · b5 чёрная пешка · e5 чёрная пешка · c4 чёрная пешка · e4 белый ферзь · f4 чёрная пешка · b2 чёрный король · c2 белый слон · d2 белая пешка · h2 белая ладья · e1 белая ладья \| d8 чёрный конь · b7 чёрная пешка · f7 чёрная пешка · d6 белый король · f6 чёрная пешка · b5 чёрная пешка · e5 чёрная пешка · c4 чёрная пешка · e4 белый ферзь · f4 чёрная пешка · b2 чёрный король · c2 белый слон · d2 белая пешка · h2 белая ладья · e1 белая ладья \| d8 чёрный конь · b7 чёрная пешка · f7 чёрная пешка · d6 белый король · f6 чёрная пешка · b5 чёрная пешка · e5 чёрная пешка · c4 чёрная пешка · e4 белый ферзь · f4 чёрная пешка · b2 чёрный король · c2 белый слон · d2 белая пешка · h2 белая ладья · e1 белая ладья \| d8 чёрный конь · b7 чёрная пешка · f7 чёрная пешка · d6 белый король · f6 чёрная пешка · b5 чёрная пешка · e5 чёрная пешка · c4 чёрная пешка · e4 белый ферзь · f4 чёрная пешка · b2 чёрный король · c2 белый слон · d2 белая пешка · h2 белая ладья · e1 белая ладья \| 5 \| \| 4 \| d8 чёрный конь · b7 чёрная пешка · f7 чёрная пешка · d6 белый король · f6 чёрная пешка · b5 чёрная пешка · e5 чёрная пешка · c4 чёрная пешка · e4 белый ферзь · f4 чёрная пешка · b2 чёрный король · c2 белый слон · d2 белая пешка · h2 белая ладья · e1 белая ладья \| d8 чёрный конь · b7 чёрная пешка · f7 чёрная пешка · d6 белый король · f6 чёрная пешка · b5 чёрная пешка · e5 чёрная пешка · c4 чёрная пешка · e4 белый ферзь · f4 чёрная пешка · b2 чёрный король · c2 белый слон · d2 белая пешка · h2 белая ладья · e1 белая ладья \| d8 чёрный конь · b7 чёрная пешка · f7 чёрная пешка · d6 белый король · f6 чёрная пешка · b5 чёрная пешка · e5 чёрная пешка · c4 чёрная пешка · e4 белый ферзь · f4 чёрная пешка · b2 чёрный король · c2 белый слон · d2 белая пешка · h2 белая ладья · e1 белая ладья \| d8 чёрный конь · b7 чёрная пешка · f7 чёрная пешка · d6 белый король · f6 чёрная пешка · b5 чёрная пешка · e5 чёрная пешка · c4 чёрная пешка · e4 белый ферзь · f4 чёрная пешка · b2 чёрный король · c2 белый слон · d2 белая пешка · h2 белая ладья · e1 белая ладья \| d8 чёрный конь · b7 чёрная пешка · f7 чёрная пешка · d6 белый король · f6 чёрная пешка · b5 чёрная пешка · e5 чёрная пешка · c4 чёрная пешка · e4 белый ферзь · f4 чёрная пешка · b2 чёрный король · c2 белый слон · d2 белая пешка · h2 белая ладья · e1 белая ладья \| d8 чёрный конь · b7 чёрная пешка · f7 чёрная пешка · d6 белый король · f6 чёрная пешка · b5 чёрная пешка · e5 чёрная пешка · c4 чёрная пешка · e4 белый ферзь · f4 чёрная пешка · b2 чёрный король · c2 белый слон · d2 белая пешка · h2 белая ладья · e1 белая ладья \| d8 чёрный конь · b7 чёрная пешка · f7 чёрная пешка · d6 белый король · f6 чёрная пешка · b5 чёрная пешка · e5 чёрная пешка · c4 чёрная пешка · e4 белый ферзь · f4 чёрная пешка · b2 чёрный король · c2 белый слон · d2 белая пешка · h2 белая ладья · e1 белая ладья \| d8 чёрный конь · b7 чёрная пешка · f7 чёрная пешка · d6 белый король · f6 чёрная пешка · b5 чёрная пешка · e5 чёрная пешка · c4 чёрная пешка · e4 белый ферзь · f4 чёрная пешка · b2 чёрный король · c2 белый слон · d2 белая пешка · h2 белая ладья · e1 белая ладья \| 4 \| \| 3 \| d8 чёрный конь · b7 чёрная пешка · f7 чёрная пешка · d6 белый король · f6 чёрная пешка · b5 чёрная пешка · e5 чёрная пешка · c4 чёрная пешка · e4 белый ферзь · f4 чёрная пешка · b2 чёрный король · c2 белый слон · d2 белая пешка · h2 белая ладья · e1 белая ладья \| d8 чёрный конь · b7 чёрная пешка · f7 чёрная пешка · d6 белый король · f6 чёрная пешка · b5 чёрная пешка · e5 чёрная пешка · c4 чёрная пешка · e4 белый ферзь · f4 чёрная пешка · b2 чёрный король · c2 белый слон · d2 белая пешка · h2 белая ладья · e1 белая ладья \| d8 чёрный конь · b7 чёрная пешка · f7 чёрная пешка · d6 белый король · f6 чёрная пешка · b5 чёрная пешка · e5 чёрная пешка · c4 чёрная пешка · e4 белый ферзь · f4 чёрная пешка · b2 чёрный король · c2 белый слон · d2 белая пешка · h2 белая ладья · e1 белая ладья \| d8 чёрный конь · b7 чёрная пешка · f7 чёрная пешка · d6 белый король · f6 чёрная пешка · b5 чёрная пешка · e5 чёрная пешка · c4 чёрная пешка · e4 белый ферзь · f4 чёрная пешка · b2 чёрный король · c2 белый слон · d2 белая пешка · h2 белая ладья · e1 белая ладья \| d8 чёрный конь · b7 чёрная пешка · f7 чёрная пешка · d6 белый король · f6 чёрная пешка · b5 чёрная пешка · e5 чёрная пешка · c4 чёрная пешка · e4 белый ферзь · f4 чёрная пешка · b2 чёрный король · c2 белый слон · d2 белая пешка · h2 белая ладья · e1 белая ладья \| d8 чёрный конь · b7 чёрная пешка · f7 чёрная пешка · d6 белый король · f6 чёрная пешка · b5 чёрная пешка · e5 чёрная пешка · c4 чёрная пешка · e4 белый ферзь · f4 чёрная пешка · b2 чёрный король · c2 белый слон · d2 белая пешка · h2 белая ладья · e1 белая ладья \| d8 чёрный конь · b7 чёрная пешка · f7 чёрная пешка · d6 белый король · f6 чёрная пешка · b5 чёрная пешка · e5 чёрная пешка · c4 чёрная пешка · e4 белый ферзь · f4 чёрная пешка · b2 чёрный король · c2 белый слон · d2 белая пешка · h2 белая ладья · e1 белая ладья \| d8 чёрный конь · b7 чёрная пешка · f7 чёрная пешка · d6 белый король · f6 чёрная пешка · b5 чёрная пешка · e5 чёрная пешка · c4 чёрная пешка · e4 белый ферзь · f4 чёрная пешка · b2 чёрный король · c2 белый слон · d2 белая пешка · h2 белая ладья · e1 белая ладья \| 3 \| \| 2 \| d8 чёрный конь · b7 чёрная пешка · f7 чёрная пешка · d6 белый король · f6 чёрная пешка · b5 чёрная пешка · e5 чёрная пешка · c4 чёрная пешка · e4 белый ферзь · f4 чёрная пешка · b2 чёрный король · c2 белый слон · d2 белая пешка · h2 белая ладья · e1 белая ладья \| d8 чёрный конь · b7 чёрная пешка · f7 чёрная пешка · d6 белый король · f6 чёрная пешка · b5 чёрная пешка · e5 чёрная пешка · c4 чёрная пешка · e4 белый ферзь · f4 чёрная пешка · b2 чёрный король · c2 белый слон · d2 белая пешка · h2 белая ладья · e1 белая ладья \| d8 чёрный конь · b7 чёрная пешка · f7 чёрная пешка · d6 белый король · f6 чёрная пешка · b5 чёрная пешка · e5 чёрная пешка · c4 чёрная пешка · e4 белый ферзь · f4 чёрная пешка · b2 чёрный король · c2 белый слон · d2 белая пешка · h2 белая ладья · e1 белая ладья \| d8 чёрный конь · b7 чёрная пешка · f7 чёрная пешка · d6 белый король · f6 чёрная пешка · b5 чёрная пешка · e5 чёрная пешка · c4 чёрная пешка · e4 белый ферзь · f4 чёрная пешка · b2 чёрный король · c2 белый слон · d2 белая пешка · h2 белая ладья · e1 белая ладья \| d8 чёрный конь · b7 чёрная пешка · f7 чёрная пешка · d6 белый король · f6 чёрная пешка · b5 чёрная пешка · e5 чёрная пешка · c4 чёрная пешка · e4 белый ферзь · f4 чёрная пешка · b2 чёрный король · c2 белый слон · d2 белая пешка · h2 белая ладья · e1 белая ладья \| d8 чёрный конь · b7 чёрная пешка · f7 чёрная пешка · d6 белый король · f6 чёрная пешка · b5 чёрная пешка · e5 чёрная пешка · c4 чёрная пешка · e4 белый ферзь · f4 чёрная пешка · b2 чёрный король · c2 белый слон · d2 белая пешка · h2 белая ладья · e1 белая ладья \| d8 чёрный конь · b7 чёрная пешка · f7 чёрная пешка · d6 белый король · f6 чёрная пешка · b5 чёрная пешка · e5 чёрная пешка · c4 чёрная пешка · e4 белый ферзь · f4 чёрная пешка · b2 чёрный король · c2 белый слон · d2 белая пешка · h2 белая ладья · e1 белая ладья \| d8 чёрный конь · b7 чёрная пешка · f7 чёрная пешка · d6 белый король · f6 чёрная пешка · b5 чёрная пешка · e5 чёрная пешка · c4 чёрная пешка · e4 белый ферзь · f4 чёрная пешка · b2 чёрный король · c2 белый слон · d2 белая пешка · h2 белая ладья · e1 белая ладья \| 2 \| \| 1 \| d8 чёрный конь · b7 чёрная пешка · f7 чёрная пешка · d6 белый король · f6 чёрная пешка · b5 чёрная пешка · e5 чёрная пешка · c4 чёрная пешка · e4 белый ферзь · f4 чёрная пешка · b2 чёрный король · c2 белый слон · d2 белая пешка · h2 белая ладья · e1 белая ладья \| d8 чёрный конь · b7 чёрная пешка · f7 чёрная пешка · d6 белый король · f6 чёрная пешка · b5 чёрная пешка · e5 чёрная пешка · c4 чёрная пешка · e4 белый ферзь · f4 чёрная пешка · b2 чёрный король · c2 белый слон · d2 белая пешка · h2 белая ладья · e1 белая ладья \| d8 чёрный конь · b7 чёрная пешка · f7 чёрная пешка · d6 белый король · f6 чёрная пешка · b5 чёрная пешка · e5 чёрная пешка · c4 чёрная пешка · e4 белый ферзь · f4 чёрная пешка · b2 чёрный король · c2 белый слон · d2 белая пешка · h2 белая ладья · e1 белая ладья \| d8 чёрный конь · b7 чёрная пешка · f7 чёрная пешка · d6 белый король · f6 чёрная пешка · b5 чёрная пешка · e5 чёрная пешка · c4 чёрная пешка · e4 белый ферзь · f4 чёрная пешка · b2 чёрный король · c2 белый слон · d2 белая пешка · h2 белая ладья · e1 белая ладья \| d8 чёрный конь · b7 чёрная пешка · f7 чёрная пешка · d6 белый король · f6 чёрная пешка · b5 чёрная пешка · e5 чёрная пешка · c4 чёрная пешка · e4 белый ферзь · f4 чёрная пешка · b2 чёрный король · c2 белый слон · d2 белая пешка · h2 белая ладья · e1 белая ладья \| d8 чёрный конь · b7 чёрная пешка · f7 чёрная пешка · d6 белый король · f6 чёрная пешка · b5 чёрная пешка · e5 чёрная пешка · c4 чёрная пешка · e4 белый ферзь · f4 чёрная пешка · b2 чёрный король · c2 белый слон · d2 белая пешка · h2 белая ладья · e1 белая ладья \| d8 чёрный конь · b7 чёрная пешка · f7 чёрная пешка · d6 белый король · f6 чёрная пешка · b5 чёрная пешка · e5 чёрная пешка · c4 чёрная пешка · e4 белый ферзь · f4 чёрная пешка · b2 чёрный король · c2 белый слон · d2 белая пешка · h2 белая ладья · e1 белая ладья \| d8 чёрный конь · b7 чёрная пешка · f7 чёрная пешка · d6 белый король · f6 чёрная пешка · b5 чёрная пешка · e5 чёрная пешка · c4 чёрная пешка · e4 белый ферзь · f4 чёрная пешка · b2 чёрный король · c2 белый слон · d2 белая пешка · h2 белая ладья · e1 белая ладья \| 1 \| \| \| a \| b \| c \| d \| e \| f \| g \| h \| \| Мат в 3 хода | 1.Фh1! с угрозой 2.Лa1 Кр:c2 3.Фb1# 1...b6 2.Лb1+ Кр:c2 3.Фe4# 1...c3 2.Фd5 Кр:c2 3.d3# 1...Кр:c2 2.Фf3 Kpb2 3.d4# | | | | | | | |   |
| | a | b | c | d | e | f | g | h |   |
| 8 | d8 чёрный конь · b7 чёрная пешка · f7 чёрная пешка · d6 белый король · f6 чёрная пешка · b5 чёрная пешка · e5 чёрная пешка · c4 чёрная пешка · e4 белый ферзь · f4 чёрная пешка · b2 чёрный король · c2 белый слон · d2 белая пешка · h2 белая ладья · e1 белая ладья | d8 чёрный конь · b7 чёрная пешка · f7 чёрная пешка · d6 белый король · f6 чёрная пешка · b5 чёрная пешка · e5 чёрная пешка · c4 чёрная пешка · e4 белый ферзь · f4 чёрная пешка · b2 чёрный король · c2 белый слон · d2 белая пешка · h2 белая ладья · e1 белая ладья | d8 чёрный конь · b7 чёрная пешка · f7 чёрная пешка · d6 белый король · f6 чёрная пешка · b5 чёрная пешка · e5 чёрная пешка · c4 чёрная пешка · e4 белый ферзь · f4 чёрная пешка · b2 чёрный король · c2 белый слон · d2 белая пешка · h2 белая ладья · e1 белая ладья | d8 чёрный конь · b7 чёрная пешка · f7 чёрная пешка · d6 белый король · f6 чёрная пешка · b5 чёрная пешка · e5 чёрная пешка · c4 чёрная пешка · e4 белый ферзь · f4 чёрная пешка · b2 чёрный король · c2 белый слон · d2 белая пешка · h2 белая ладья · e1 белая ладья | d8 чёрный конь · b7 чёрная пешка · f7 чёрная пешка · d6 белый король · f6 чёрная пешка · b5 чёрная пешка · e5 чёрная пешка · c4 чёрная пешка · e4 белый ферзь · f4 чёрная пешка · b2 чёрный король · c2 белый слон · d2 белая пешка · h2 белая ладья · e1 белая ладья | d8 чёрный конь · b7 чёрная пешка · f7 чёрная пешка · d6 белый король · f6 чёрная пешка · b5 чёрная пешка · e5 чёрная пешка · c4 чёрная пешка · e4 белый ферзь · f4 чёрная пешка · b2 чёрный король · c2 белый слон · d2 белая пешка · h2 белая ладья · e1 белая ладья | d8 чёрный конь · b7 чёрная пешка · f7 чёрная пешка · d6 белый король · f6 чёрная пешка · b5 чёрная пешка · e5 чёрная пешка · c4 чёрная пешка · e4 белый ферзь · f4 чёрная пешка · b2 чёрный король · c2 белый слон · d2 белая пешка · h2 белая ладья · e1 белая ладья | d8 чёрный конь · b7 чёрная пешка · f7 чёрная пешка · d6 белый король · f6 чёрная пешка · b5 чёрная пешка · e5 чёрная пешка · c4 чёрная пешка · e4 белый ферзь · f4 чёрная пешка · b2 чёрный король · c2 белый слон · d2 белая пешка · h2 белая ладья · e1 белая ладья | 8 |
| 7 | d8 чёрный конь · b7 чёрная пешка · f7 чёрная пешка · d6 белый король · f6 чёрная пешка · b5 чёрная пешка · e5 чёрная пешка · c4 чёрная пешка · e4 белый ферзь · f4 чёрная пешка · b2 чёрный король · c2 белый слон · d2 белая пешка · h2 белая ладья · e1 белая ладья | d8 чёрный конь · b7 чёрная пешка · f7 чёрная пешка · d6 белый король · f6 чёрная пешка · b5 чёрная пешка · e5 чёрная пешка · c4 чёрная пешка · e4 белый ферзь · f4 чёрная пешка · b2 чёрный король · c2 белый слон · d2 белая пешка · h2 белая ладья · e1 белая ладья | d8 чёрный конь · b7 чёрная пешка · f7 чёрная пешка · d6 белый король · f6 чёрная пешка · b5 чёрная пешка · e5 чёрная пешка · c4 чёрная пешка · e4 белый ферзь · f4 чёрная пешка · b2 чёрный король · c2 белый слон · d2 белая пешка · h2 белая ладья · e1 белая ладья | d8 чёрный конь · b7 чёрная пешка · f7 чёрная пешка · d6 белый король · f6 чёрная пешка · b5 чёрная пешка · e5 чёрная пешка · c4 чёрная пешка · e4 белый ферзь · f4 чёрная пешка · b2 чёрный король · c2 белый слон · d2 белая пешка · h2 белая ладья · e1 белая ладья | d8 чёрный конь · b7 чёрная пешка · f7 чёрная пешка · d6 белый король · f6 чёрная пешка · b5 чёрная пешка · e5 чёрная пешка · c4 чёрная пешка · e4 белый ферзь · f4 чёрная пешка · b2 чёрный король · c2 белый слон · d2 белая пешка · h2 белая ладья · e1 белая ладья | d8 чёрный конь · b7 чёрная пешка · f7 чёрная пешка · d6 белый король · f6 чёрная пешка · b5 чёрная пешка · e5 чёрная пешка · c4 чёрная пешка · e4 белый ферзь · f4 чёрная пешка · b2 чёрный король · c2 белый слон · d2 белая пешка · h2 белая ладья · e1 белая ладья | d8 чёрный конь · b7 чёрная пешка · f7 чёрная пешка · d6 белый король · f6 чёрная пешка · b5 чёрная пешка · e5 чёрная пешка · c4 чёрная пешка · e4 белый ферзь · f4 чёрная пешка · b2 чёрный король · c2 белый слон · d2 белая пешка · h2 белая ладья · e1 белая ладья | d8 чёрный конь · b7 чёрная пешка · f7 чёрная пешка · d6 белый король · f6 чёрная пешка · b5 чёрная пешка · e5 чёрная пешка · c4 чёрная пешка · e4 белый ферзь · f4 чёрная пешка · b2 чёрный король · c2 белый слон · d2 белая пешка · h2 белая ладья · e1 белая ладья | 7 |
| 6 | d8 чёрный конь · b7 чёрная пешка · f7 чёрная пешка · d6 белый король · f6 чёрная пешка · b5 чёрная пешка · e5 чёрная пешка · c4 чёрная пешка · e4 белый ферзь · f4 чёрная пешка · b2 чёрный король · c2 белый слон · d2 белая пешка · h2 белая ладья · e1 белая ладья | d8 чёрный конь · b7 чёрная пешка · f7 чёрная пешка · d6 белый король · f6 чёрная пешка · b5 чёрная пешка · e5 чёрная пешка · c4 чёрная пешка · e4 белый ферзь · f4 чёрная пешка · b2 чёрный король · c2 белый слон · d2 белая пешка · h2 белая ладья · e1 белая ладья | d8 чёрный конь · b7 чёрная пешка · f7 чёрная пешка · d6 белый король · f6 чёрная пешка · b5 чёрная пешка · e5 чёрная пешка · c4 чёрная пешка · e4 белый ферзь · f4 чёрная пешка · b2 чёрный король · c2 белый слон · d2 белая пешка · h2 белая ладья · e1 белая ладья | d8 чёрный конь · b7 чёрная пешка · f7 чёрная пешка · d6 белый король · f6 чёрная пешка · b5 чёрная пешка · e5 чёрная пешка · c4 чёрная пешка · e4 белый ферзь · f4 чёрная пешка · b2 чёрный король · c2 белый слон · d2 белая пешка · h2 белая ладья · e1 белая ладья | d8 чёрный конь · b7 чёрная пешка · f7 чёрная пешка · d6 белый король · f6 чёрная пешка · b5 чёрная пешка · e5 чёрная пешка · c4 чёрная пешка · e4 белый ферзь · f4 чёрная пешка · b2 чёрный король · c2 белый слон · d2 белая пешка · h2 белая ладья · e1 белая ладья | d8 чёрный конь · b7 чёрная пешка · f7 чёрная пешка · d6 белый король · f6 чёрная пешка · b5 чёрная пешка · e5 чёрная пешка · c4 чёрная пешка · e4 белый ферзь · f4 чёрная пешка · b2 чёрный король · c2 белый слон · d2 белая пешка · h2 белая ладья · e1 белая ладья | d8 чёрный конь · b7 чёрная пешка · f7 чёрная пешка · d6 белый король · f6 чёрная пешка · b5 чёрная пешка · e5 чёрная пешка · c4 чёрная пешка · e4 белый ферзь · f4 чёрная пешка · b2 чёрный король · c2 белый слон · d2 белая пешка · h2 белая ладья · e1 белая ладья | d8 чёрный конь · b7 чёрная пешка · f7 чёрная пешка · d6 белый король · f6 чёрная пешка · b5 чёрная пешка · e5 чёрная пешка · c4 чёрная пешка · e4 белый ферзь · f4 чёрная пешка · b2 чёрный король · c2 белый слон · d2 белая пешка · h2 белая ладья · e1 белая ладья | 6 |
| 5 | d8 чёрный конь · b7 чёрная пешка · f7 чёрная пешка · d6 белый король · f6 чёрная пешка · b5 чёрная пешка · e5 чёрная пешка · c4 чёрная пешка · e4 белый ферзь · f4 чёрная пешка · b2 чёрный король · c2 белый слон · d2 белая пешка · h2 белая ладья · e1 белая ладья | d8 чёрный конь · b7 чёрная пешка · f7 чёрная пешка · d6 белый король · f6 чёрная пешка · b5 чёрная пешка · e5 чёрная пешка · c4 чёрная пешка · e4 белый ферзь · f4 чёрная пешка · b2 чёрный король · c2 белый слон · d2 белая пешка · h2 белая ладья · e1 белая ладья | d8 чёрный конь · b7 чёрная пешка · f7 чёрная пешка · d6 белый король · f6 чёрная пешка · b5 чёрная пешка · e5 чёрная пешка · c4 чёрная пешка · e4 белый ферзь · f4 чёрная пешка · b2 чёрный король · c2 белый слон · d2 белая пешка · h2 белая ладья · e1 белая ладья | d8 чёрный конь · b7 чёрная пешка · f7 чёрная пешка · d6 белый король · f6 чёрная пешка · b5 чёрная пешка · e5 чёрная пешка · c4 чёрная пешка · e4 белый ферзь · f4 чёрная пешка · b2 чёрный король · c2 белый слон · d2 белая пешка · h2 белая ладья · e1 белая ладья | d8 чёрный конь · b7 чёрная пешка · f7 чёрная пешка · d6 белый король · f6 чёрная пешка · b5 чёрная пешка · e5 чёрная пешка · c4 чёрная пешка · e4 белый ферзь · f4 чёрная пешка · b2 чёрный король · c2 белый слон · d2 белая пешка · h2 белая ладья · e1 белая ладья | d8 чёрный конь · b7 чёрная пешка · f7 чёрная пешка · d6 белый король · f6 чёрная пешка · b5 чёрная пешка · e5 чёрная пешка · c4 чёрная пешка · e4 белый ферзь · f4 чёрная пешка · b2 чёрный король · c2 белый слон · d2 белая пешка · h2 белая ладья · e1 белая ладья | d8 чёрный конь · b7 чёрная пешка · f7 чёрная пешка · d6 белый король · f6 чёрная пешка · b5 чёрная пешка · e5 чёрная пешка · c4 чёрная пешка · e4 белый ферзь · f4 чёрная пешка · b2 чёрный король · c2 белый слон · d2 белая пешка · h2 белая ладья · e1 белая ладья | d8 чёрный конь · b7 чёрная пешка · f7 чёрная пешка · d6 белый король · f6 чёрная пешка · b5 чёрная пешка · e5 чёрная пешка · c4 чёрная пешка · e4 белый ферзь · f4 чёрная пешка · b2 чёрный король · c2 белый слон · d2 белая пешка · h2 белая ладья · e1 белая ладья | 5 |
| 4 | d8 чёрный конь · b7 чёрная пешка · f7 чёрная пешка · d6 белый король · f6 чёрная пешка · b5 чёрная пешка · e5 чёрная пешка · c4 чёрная пешка · e4 белый ферзь · f4 чёрная пешка · b2 чёрный король · c2 белый слон · d2 белая пешка · h2 белая ладья · e1 белая ладья | d8 чёрный конь · b7 чёрная пешка · f7 чёрная пешка · d6 белый король · f6 чёрная пешка · b5 чёрная пешка · e5 чёрная пешка · c4 чёрная пешка · e4 белый ферзь · f4 чёрная пешка · b2 чёрный король · c2 белый слон · d2 белая пешка · h2 белая ладья · e1 белая ладья | d8 чёрный конь · b7 чёрная пешка · f7 чёрная пешка · d6 белый король · f6 чёрная пешка · b5 чёрная пешка · e5 чёрная пешка · c4 чёрная пешка · e4 белый ферзь · f4 чёрная пешка · b2 чёрный король · c2 белый слон · d2 белая пешка · h2 белая ладья · e1 белая ладья | d8 чёрный конь · b7 чёрная пешка · f7 чёрная пешка · d6 белый король · f6 чёрная пешка · b5 чёрная пешка · e5 чёрная пешка · c4 чёрная пешка · e4 белый ферзь · f4 чёрная пешка · b2 чёрный король · c2 белый слон · d2 белая пешка · h2 белая ладья · e1 белая ладья | d8 чёрный конь · b7 чёрная пешка · f7 чёрная пешка · d6 белый король · f6 чёрная пешка · b5 чёрная пешка · e5 чёрная пешка · c4 чёрная пешка · e4 белый ферзь · f4 чёрная пешка · b2 чёрный король · c2 белый слон · d2 белая пешка · h2 белая ладья · e1 белая ладья | d8 чёрный конь · b7 чёрная пешка · f7 чёрная пешка · d6 белый король · f6 чёрная пешка · b5 чёрная пешка · e5 чёрная пешка · c4 чёрная пешка · e4 белый ферзь · f4 чёрная пешка · b2 чёрный король · c2 белый слон · d2 белая пешка · h2 белая ладья · e1 белая ладья | d8 чёрный конь · b7 чёрная пешка · f7 чёрная пешка · d6 белый король · f6 чёрная пешка · b5 чёрная пешка · e5 чёрная пешка · c4 чёрная пешка · e4 белый ферзь · f4 чёрная пешка · b2 чёрный король · c2 белый слон · d2 белая пешка · h2 белая ладья · e1 белая ладья | d8 чёрный конь · b7 чёрная пешка · f7 чёрная пешка · d6 белый король · f6 чёрная пешка · b5 чёрная пешка · e5 чёрная пешка · c4 чёрная пешка · e4 белый ферзь · f4 чёрная пешка · b2 чёрный король · c2 белый слон · d2 белая пешка · h2 белая ладья · e1 белая ладья | 4 |
| 3 | d8 чёрный конь · b7 чёрная пешка · f7 чёрная пешка · d6 белый король · f6 чёрная пешка · b5 чёрная пешка · e5 чёрная пешка · c4 чёрная пешка · e4 белый ферзь · f4 чёрная пешка · b2 чёрный король · c2 белый слон · d2 белая пешка · h2 белая ладья · e1 белая ладья | d8 чёрный конь · b7 чёрная пешка · f7 чёрная пешка · d6 белый король · f6 чёрная пешка · b5 чёрная пешка · e5 чёрная пешка · c4 чёрная пешка · e4 белый ферзь · f4 чёрная пешка · b2 чёрный король · c2 белый слон · d2 белая пешка · h2 белая ладья · e1 белая ладья | d8 чёрный конь · b7 чёрная пешка · f7 чёрная пешка · d6 белый король · f6 чёрная пешка · b5 чёрная пешка · e5 чёрная пешка · c4 чёрная пешка · e4 белый ферзь · f4 чёрная пешка · b2 чёрный король · c2 белый слон · d2 белая пешка · h2 белая ладья · e1 белая ладья | d8 чёрный конь · b7 чёрная пешка · f7 чёрная пешка · d6 белый король · f6 чёрная пешка · b5 чёрная пешка · e5 чёрная пешка · c4 чёрная пешка · e4 белый ферзь · f4 чёрная пешка · b2 чёрный король · c2 белый слон · d2 белая пешка · h2 белая ладья · e1 белая ладья | d8 чёрный конь · b7 чёрная пешка · f7 чёрная пешка · d6 белый король · f6 чёрная пешка · b5 чёрная пешка · e5 чёрная пешка · c4 чёрная пешка · e4 белый ферзь · f4 чёрная пешка · b2 чёрный король · c2 белый слон · d2 белая пешка · h2 белая ладья · e1 белая ладья | d8 чёрный конь · b7 чёрная пешка · f7 чёрная пешка · d6 белый король · f6 чёрная пешка · b5 чёрная пешка · e5 чёрная пешка · c4 чёрная пешка · e4 белый ферзь · f4 чёрная пешка · b2 чёрный король · c2 белый слон · d2 белая пешка · h2 белая ладья · e1 белая ладья | d8 чёрный конь · b7 чёрная пешка · f7 чёрная пешка · d6 белый король · f6 чёрная пешка · b5 чёрная пешка · e5 чёрная пешка · c4 чёрная пешка · e4 белый ферзь · f4 чёрная пешка · b2 чёрный король · c2 белый слон · d2 белая пешка · h2 белая ладья · e1 белая ладья | d8 чёрный конь · b7 чёрная пешка · f7 чёрная пешка · d6 белый король · f6 чёрная пешка · b5 чёрная пешка · e5 чёрная пешка · c4 чёрная пешка · e4 белый ферзь · f4 чёрная пешка · b2 чёрный король · c2 белый слон · d2 белая пешка · h2 белая ладья · e1 белая ладья | 3 |
| 2 | d8 чёрный конь · b7 чёрная пешка · f7 чёрная пешка · d6 белый король · f6 чёрная пешка · b5 чёрная пешка · e5 чёрная пешка · c4 чёрная пешка · e4 белый ферзь · f4 чёрная пешка · b2 чёрный король · c2 белый слон · d2 белая пешка · h2 белая ладья · e1 белая ладья | d8 чёрный конь · b7 чёрная пешка · f7 чёрная пешка · d6 белый король · f6 чёрная пешка · b5 чёрная пешка · e5 чёрная пешка · c4 чёрная пешка · e4 белый ферзь · f4 чёрная пешка · b2 чёрный король · c2 белый слон · d2 белая пешка · h2 белая ладья · e1 белая ладья | d8 чёрный конь · b7 чёрная пешка · f7 чёрная пешка · d6 белый король · f6 чёрная пешка · b5 чёрная пешка · e5 чёрная пешка · c4 чёрная пешка · e4 белый ферзь · f4 чёрная пешка · b2 чёрный король · c2 белый слон · d2 белая пешка · h2 белая ладья · e1 белая ладья | d8 чёрный конь · b7 чёрная пешка · f7 чёрная пешка · d6 белый король · f6 чёрная пешка · b5 чёрная пешка · e5 чёрная пешка · c4 чёрная пешка · e4 белый ферзь · f4 чёрная пешка · b2 чёрный король · c2 белый слон · d2 белая пешка · h2 белая ладья · e1 белая ладья | d8 чёрный конь · b7 чёрная пешка · f7 чёрная пешка · d6 белый король · f6 чёрная пешка · b5 чёрная пешка · e5 чёрная пешка · c4 чёрная пешка · e4 белый ферзь · f4 чёрная пешка · b2 чёрный король · c2 белый слон · d2 белая пешка · h2 белая ладья · e1 белая ладья | d8 чёрный конь · b7 чёрная пешка · f7 чёрная пешка · d6 белый король · f6 чёрная пешка · b5 чёрная пешка · e5 чёрная пешка · c4 чёрная пешка · e4 белый ферзь · f4 чёрная пешка · b2 чёрный король · c2 белый слон · d2 белая пешка · h2 белая ладья · e1 белая ладья | d8 чёрный конь · b7 чёрная пешка · f7 чёрная пешка · d6 белый король · f6 чёрная пешка · b5 чёрная пешка · e5 чёрная пешка · c4 чёрная пешка · e4 белый ферзь · f4 чёрная пешка · b2 чёрный король · c2 белый слон · d2 белая пешка · h2 белая ладья · e1 белая ладья | d8 чёрный конь · b7 чёрная пешка · f7 чёрная пешка · d6 белый король · f6 чёрная пешка · b5 чёрная пешка · e5 чёрная пешка · c4 чёрная пешка · e4 белый ферзь · f4 чёрная пешка · b2 чёрный король · c2 белый слон · d2 белая пешка · h2 белая ладья · e1 белая ладья | 2 |
| 1 | d8 чёрный конь · b7 чёрная пешка · f7 чёрная пешка · d6 белый король · f6 чёрная пешка · b5 чёрная пешка · e5 чёрная пешка · c4 чёрная пешка · e4 белый ферзь · f4 чёрная пешка · b2 чёрный король · c2 белый слон · d2 белая пешка · h2 белая ладья · e1 белая ладья | d8 чёрный конь · b7 чёрная пешка · f7 чёрная пешка · d6 белый король · f6 чёрная пешка · b5 чёрная пешка · e5 чёрная пешка · c4 чёрная пешка · e4 белый ферзь · f4 чёрная пешка · b2 чёрный король · c2 белый слон · d2 белая пешка · h2 белая ладья · e1 белая ладья | d8 чёрный конь · b7 чёрная пешка · f7 чёрная пешка · d6 белый король · f6 чёрная пешка · b5 чёрная пешка · e5 чёрная пешка · c4 чёрная пешка · e4 белый ферзь · f4 чёрная пешка · b2 чёрный король · c2 белый слон · d2 белая пешка · h2 белая ладья · e1 белая ладья | d8 чёрный конь · b7 чёрная пешка · f7 чёрная пешка · d6 белый король · f6 чёрная пешка · b5 чёрная пешка · e5 чёрная пешка · c4 чёрная пешка · e4 белый ферзь · f4 чёрная пешка · b2 чёрный король · c2 белый слон · d2 белая пешка · h2 белая ладья · e1 белая ладья | d8 чёрный конь · b7 чёрная пешка · f7 чёрная пешка · d6 белый король · f6 чёрная пешка · b5 чёрная пешка · e5 чёрная пешка · c4 чёрная пешка · e4 белый ферзь · f4 чёрная пешка · b2 чёрный король · c2 белый слон · d2 белая пешка · h2 белая ладья · e1 белая ладья | d8 чёрный конь · b7 чёрная пешка · f7 чёрная пешка · d6 белый король · f6 чёрная пешка · b5 чёрная пешка · e5 чёрная пешка · c4 чёрная пешка · e4 белый ферзь · f4 чёрная пешка · b2 чёрный король · c2 белый слон · d2 белая пешка · h2 белая ладья · e1 белая ладья | d8 чёрный конь · b7 чёрная пешка · f7 чёрная пешка · d6 белый король · f6 чёрная пешка · b5 чёрная пешка · e5 чёрная пешка · c4 чёрная пешка · e4 белый ферзь · f4 чёрная пешка · b2 чёрный король · c2 белый слон · d2 белая пешка · h2 белая ладья · e1 белая ладья | d8 чёрный конь · b7 чёрная пешка · f7 чёрная пешка · d6 белый король · f6 чёрная пешка · b5 чёрная пешка · e5 чёрная пешка · c4 чёрная пешка · e4 белый ферзь · f4 чёрная пешка · b2 чёрный король · c2 белый слон · d2 белая пешка · h2 белая ладья · e1 белая ладья | 1 |
| | a | b | c | d | e | f | g | h |   |

## Книги
- 200 Schakopgaver, Kristiania, 1924.